# سلطان‌آباد (مه‌ولات)
سلطان‌آباد نام روستایی از توابع بخش شادمهر شهرستان مه‌ولات در استان خراسان رضوی است. این روستا در دهستان ازغند قرار دارد و برپایه سرشماری مرکز آمار ایران در سال ۱۳۸۵، جمعیت آن ۸۹۹ نفر (۲۱۸خانوار) بوده است.